# Fuertesimalva echinata
Fuertesimalva echinata là một loài thực vật có hoa trong họ Cẩm quỳ. Loài này được (C.Presl) Fryxell mô tả khoa học đầu tiên năm 1996.